# ダークギャザリング
『ダークギャザリング』は、近藤憲一による漫画。『ジャンプスクエア』（集英社）にて2019年4月号より連載中。

## ストーリー
生まれつき霊を引き寄せてしまう霊媒体質の青年・螢多朗は、幼馴染の詠子とともに霊障の呪いに巻き込まれたという過去を持つ。そのため、周囲の人間を巻き込むことを恐れて引きこもりとなるも、詠子の献身的な支えによって社会復帰を目指し、首席合格で大学に入学を果たす。さらに詠子の勧めで家庭教師のアルバイトをすることになり、詠子の従姉妹で、両親が事故死したために彼女の家に住む、IQ160を超える天才少女・夜宵を受け持つことになる。
実は夜宵は生まれ持って強い霊視能力を持ち、先の事故の際に、母親の霊魂が「空亡」と名付けた謎の悪霊によって攫われるのを目撃していた。そこで夜宵は「空亡」を倒して母親の霊を取り戻すため、強力な悪霊や神霊をぬいぐるみに捕縛し、収集し、戦わせる「悪霊捕縛」（ダークギャザリング）を行っていた。そのため、霊を引き寄せやすい螢多朗は、夜宵に気に入られる。
当初は健全な社会復帰のためにオカルトとは距離を置こうとした螢多朗であったが、自身や詠子の呪いを祓うことを決意し、夜宵に協力することを決める。こうして、2人はより強力な悪霊を集めるため、日本各地の心霊スポットを巡る。

## 登場人物
声の項はテレビアニメ版における声優。

### 主要人物
幻燈河 螢多朗（げんとうが けいたろう）
声 - 島﨑信長、島田愛野（少年時代・中学生）
禮應大学1年生。神主である祖母をもつ。大学入試1位の学力を持つ。
度を過ぎた霊媒体質により中学時代に霊障を受け、それに詠子を巻き込んでしまったショックから引きこもっていたが、詠子をはじめとした周囲の人間の応援を受けて立ち直り、まともに人生を歩もうと決意する。大学入学を機に苦手となった人付き合いの克服や詠子の勧めもあり社会復帰のため家庭教師を始めた。その家庭教師の最初の生徒として夜宵と出会う。
上記の霊障によって右手の神経が伸びて肌の上に現れるため、常に右手のみ黒手袋をしている。普通というものに憧れており霊現象を避けているが詠子からは恐怖を愛しており、惹かれていると指摘される。霊媒体質に対処できる力をつけ、その上で自身と詠子にかけられた呪いを解くために、夜宵の心霊スポットめぐりを手伝う。
霊を観る力はないが霊の気配を感じる力はあり、強力な霊であれば 1 km 先からでも感知できる。また、神職の家系であるため神社などの神聖な気を取り込みやすい体質であり、このことが霊を惹きつける一因となっている。その生命力の大きさは生前の安倍晴明をも上回るほどである。
寶月 夜宵（ほうづき やよい）
声 - 篠原侑
小学生。家庭教師となった螢多朗の最初の生徒。両親を亡くし従姉である詠子の家で暮らす。重瞳を有し、現世と幽世の二つの世界を見ることができる。
IQ160超の天才児であり、難関中学受験の過去問を全問正解し、蛍多朗を驚かせる。
螢多朗と同じく霊媒体質だが、その体質は螢多朗に「深い」といわしめ、後述の悪霊捕縛（ダークギャザリング）のため悪霊からは避けられている。霊を引き寄せる相棒として螢多朗を欲する。積極的で目的遂行のために危険を厭わない怖いもの知らず。
1年半前の事故で両親を亡くし、その際母親の霊が空亡に連れ去られてしまったため、母の霊を取り戻すために心霊スポットを巡り、悪霊を捕まえて空亡を倒すための手駒にしている。そのため強大な霊に対してはどのような状況でも捕獲することを第一目標にしており、倒して消滅させることは最終手段としている。
心霊術は独学で研究して身に着けている。その能力は安倍晴明の霊からも優秀だと評されるほどである。複数の一流霊能者から才能を認められて弟子入りをスカウトされているが、一刻も早く空亡を倒すためにコストパフォーマンスを重視して断っている。また意図的に悪霊を刺激し、捕獲し、使役する危険性や、二次災害を起こしてしまう危険性を十分に理解しているが、母親を救うために非情に徹しようとしている。
霊感は視覚に強く結びついているが、霊の気配を察知する能力はない。そのため、暗所では霊を見つけづらい、霊が幻覚を見せてきた場合それに騙されやすい、霊と実物の区別がつきにくい、霊とは別種の存在である神霊は意識を集中しないと捕捉できない、などの弱点もある。
寶月 詠子（ほうづき えいこ）
声 - 花澤香菜
螢多朗の幼馴染で夜宵の従姉。一人っ子。螢多朗のことを「螢くん」と呼ぶ。螢多朗とは彼の中学卒業以来、距離を置きながらも気にかけており、螢多朗からも感謝されている。螢多朗を想うあまりに持ち物にGPSや盗聴、盗撮機器を仕込むストーカー。国際情報オリンピックの日本代表まで務める実力を持つ。コミュニケーション力が高く、すぐ友達を作る。また、その一方でわざと空気を読まず自分のペースに物事を運び、話を膨らませたりする強かさもある。螢多朗と同じ学校の文学部の民俗学専攻。
科学全般を得意とするが、科学で説明のできない神秘に好奇心をもつオカルトマニア。子供のころから成績が良かったが、螢多朗の神秘的な力を見て霊媒への憧憬と愛情をもつ。また螢多朗本人へ向ける愛情と信頼も命の危険を厭わないほど非常に深い。キャンプ場の霊の討伐後に蛍太朗と付き合うことになる。しかし恋愛面については奥手な方であり、螢多朗によくプレッシャーをかけるものの自分からは大きく動かないため関係はほとんど進展していない。
螢多朗と同じ霊障を左手に受けており常に白手袋をしている。霊障を科学的に解析しており、自身の呪いを解くためにオカルトを勉強ではなく学問している。
神代 愛依（かみよ あい）
声 - 川口莉奈
高校一年生。京都の名家・神代家の次女。
明るい性格の年相応の少女。ギャル系で星型の虹彩を持つ。元来、悪霊を引き寄せやすいという体質で本人は無事でも周りに災厄を招くとして家族に疎まれ、高校生の身で東京で一人暮らしを始めたとする。実は道教の凶神・太歳星君と契約を結んでいた神代家の今代の生贄候補であり、20歳になると同時に花嫁として太歳星君に捧げられることになっていた（星型の虹彩はその証である）。悪霊を引き寄せやすいのも神様霊こと太歳星君のエネルギーのせいであり、しかし、その神様霊によって生贄の日までは身の安全を守られていたため、守護霊のように錯覚させられていた。特に神様霊が他の男を遠ざけようとするため、近付く男性には友達の彼氏だろうとお構いなしに不幸が降りかかり、他人と深く関わることに諦めに近い感情を抱いている。
第9話にて螢多朗の家庭教師の仕事の二人目の教え子として初登場する。自身の不幸体質と、本編開始の直前に亡くなった兄の件で螢多朗や夜宵に相談を行い、一度解決してもらったことから彼女らを頼るようになる。のち、兄の四十九日法要のために帰省した京都から戻る途中で新幹線が神様霊と空亡との戦いにより脱線事故を起こしたため、京都中央病院に入院することになる。そのまま神様霊の生贄にされる公算が強くなったことで、夜宵が神様霊の討伐を決心し、弑逆桔梗編に開始される。
弑逆桔梗編の最後に夜宵と久作が神様霊と新たな契約を結んだことで神代家との契約が終了し、目から星型の刻印が消える。

### 主人公らの協力者
闍彌 弥子（しゃみ なみこ）
声 - 久川綾
霊能力者。巫子の双子の姉。
業界では広く名の知られた霊能力者の老婆。立派な邸宅に住み、多くの部下を従える。かなり血の気の多い性格で、妹・巫子を取り殺し、成り代わった悪霊を強く憎む。
旧I水門編の終盤に、亡くなった巫子の親族として登場し、夜宵と出会う。夜宵が凶悪な悪霊を従えていることで警戒しつつも、その才能の高さを気に入り、また巫子の仇を討つために協力者となる。夜宵を弟子にしたいと強く考えている。
霊群 久作（たまむら きゅうさく）
京都の霊能力者で自称「呪物屋」。弑逆桔梗編の主要人物。
瓶底眼鏡にボサボサ髪、書生風の和装をした冴えない男。無気力かつ胡散臭い言動で怪しい呪物を扱っている。戦闘ができるほど強くはないが霊能力と霊能に関する知識は本物で、大量のお守りのバックアップを受けながら読めば死ぬ呪いが掛けられた「占事略決・外典」の解析などを行う。後述の経緯から京都にやってきた夜宵に協力し、彼女からは「たまちゃん」と呼ばれる。
愛依と同様に神様霊の生贄となった彼女の叔母・命依の学友で、彼女の魂を解放するために同じ目的の安倍晴明と結託して動いていた。晴明が夜宵らに目を掛けてたことで自身も直接的・間接的に関わるようになり、F公園の一件で夜宵と面識を持つ。漢文の読めない夜宵から「占事略決・外典」の解読を請け負うほか、晴明の酒呑童子討伐などに協力する。
神様霊討伐後、その本体を倒すための契約を神様霊から持ちかけられ、夜宵と共に新たな契約を結ぶ。また、本拠を東京に移すことを決める。

### 成り代わり陣営
生者の肉体を乗っ取り暗躍する悪霊たち。空亡の誕生に何らかのかかわりがあり、夜宵が巻き込まれた事件の黒幕であることが示唆される。空亡を「御霊／暁闇の胚」と呼び、各地の心霊スポットに「御体」と呼ぶ呪物を配置して霊の悪性変異を促すとともに空亡の入る器を育てている。南光坊は「転生者」とも呼称し、本来「成り代わり」とは「反魂の秘法」と呼ばれる転生術のことだと説明している。
オズワルド
声 - 八代拓
霊能力者。中身は不明。
フォーマルな黒スーツに山高帽を被った金髪の青年。穏やかな言動であり、「不良坊主ネットワーク」なる霊能力者同士のつながりを持つ。中身の霊は高い知性と演技力を持ち、元人物と旧知の霊能者と会ってもまったく正体に気づかれない。本物のオズワルドは霊能力がかなり高い人物であったことが描写される。
南光坊と共に初期から登場する成り代わりの一人で、南光坊と行動を共にする時は自由に動けない彼を補助していることもある。
南光坊天海（なんこうぼう てんかい）
声 - 江原正士
成り代わり陣営の有力者。中身は不明。
常に車椅子に座った骸骨のように痩せ細った右腕のない老人。霊や呪法について詳しく、他の仲間たちに説明することもある。（成り代わり前の可能性もあるが）受胎告知の家の元凶でもあり、父娘に外法を教えて呪物を渡し、一連の事件を引き起こさせた。また、その時には既に現在の姿であった。
同名の南光坊天海との関係は不明。
闍彌 巫子（しゃみ なぎこ） / 旧Kトンネルの霊
声 - 久川綾
霊能力者。弥子の双子の妹。中身は旧Kトンネルの悪霊。
10年ほど前に心霊番組に出演していた有名な霊能力者の老婆。最近は心霊系ネット動画に出演していたが、旧Kトンネルにおいて除霊に失敗し、成り代わられる。その後の詳細な経緯は不明だが成り代わり陣営の一人として活動していた。姉・弥子によれば並の霊能者よりは腕は立つが、それ一本でやっていけるほどの才能はなかったとする。オーラの色が変わる点から弥子には成り代わりがバレていた。
成り代わり陣営の計画の一環として呪物を仕込もうと旧I水門に訪れたところを夜宵たちと出会う。夜宵がH城址の呪物を回収したことを知り、協力する振りをして襲おうとするも、遭遇した旧I水門の霊（黒阿修羅）に一瞬にして肉体をバラバラにされ瞬殺される。しかし、本体の霊は密かに脱出しており、遺体が回収された警察署で警官6名を殺害したのち、ドロシーの手助けで旧Kトンネルに戻る。
ドロシー・フラムスティード
声 - 島袋美由利
小学生。夜宵の隣のクラスの児童。中身は西洋人形の悪霊。
ゴスロリ衣装を身に着けた目の大きな可愛らしい少女。常に西洋人形を抱いている。その正体は、その西洋人形に宿っていた悪霊であり、本物のドロシーの魂を人形に閉じ込め、成り代わっている。他の成り代わりと比べると言動が幼稚で行動も軽率であり、夜宵は成り代わりは宿主の年齢や思考力に引き寄せられると推測している。
本来のドロシーは霊能力を持つ地味で引っ込み思案な少女。転校してきた夜宵が強大な死霊を持ち歩いていることに気づき、怯えて遠巻きに彼女を観察していた。その後、旧I水門編までには成り代わっており、旧Kトンネルの霊から事情を聞き、夜宵に興味を持つ。夜宵の実力を確かめるために開かずの間の事件を引き起こすが、正体がバレた上に、うまい具合に騙され、一定の情報を明かしてしまう。
太田田根子（おおた たねこ）
成り代わり陣営の副長。
和装の美女。第65話にて初登場し、太歳星君の本霊と接触して協力を取り付ける。
『古事記』などに登場する大田田根子との関係は不明。
空亡（くうぼう）
成り代わり陣営が生み出した謎の悪霊。夜宵の最終討伐目標。
宙空を移動し、生物の受精卵のような見た目をした巨大な丸い霊体。本編開始の1年半前に夜宵が遭遇した事故の原因であり、その際に彼女の母親の霊を連れ去り取り込む。以降、本編中では鬼子母神と戦ってこれを取り込んで成長するなど、謎の行動や変化を見せる。鬼子母神の戦いでは、その性質は未だ子供ないし赤子であることが判明している。
なお、空亡とは百鬼夜行絵巻の末尾に描かれる丸い存在を妖怪とみなした場合につけられる名前である。本作のそれは夜宵が名を借りただけの別物である。

### 夜宵が使役する霊

#### 卒業生クラス
夜宵が所持する霊のうち、際立って戦闘力が高いもので、悪霊蟲毒に生き残ったもののため「卒業生」と名付けられている。一方で最初から実力が高くそのまま使役されたものも多く（軍曹、黒阿修羅など）、この場合は「飛び級」とも呼称される。「卒業生」クラスの霊は大きめの人形の形代に入れられ、個別の言霊によって召喚される。
第12話時点で夜宵自身がもともと所持していた「卒業生」は3人（「一期生」「鬼軍曹」「花魁」）としているが、第67話にて、これ以外にプロトタイプの「0期生」と花魁と大僧正の間に誕生した「三期生」が存在していたことが明かされている。
宇宙人人形の霊 / 過渡期の御霊（かときのみたま） / 新皇（しんのう）
ざんばら髪の骸骨である死霊。当初は単に「御霊」。形代はグレイ型宇宙人のぬいぐるみ。召喚の言霊は「崩して 過渡期の御霊」。
物語開始時点より夜宵が所持し、よく用いる協力的な死霊。卒業生に及ばないものの高い戦闘力を持ち、通常の消えかけている霊同様の揺らぎが残りながらも卒業生に匹敵する圧迫感も備える。自我はほぼなく「もうひといくさせん（もう一戦せん）」と呟くのみで、夜宵から戦場を用意し続けるという契約で使役される。並の悪霊なら難なく倒して捕食し、力をつけていく。開かずの間の霊との戦いで成長すると夜宵より、なおもまだ成長途中として「過渡期の御霊」の名を与えられ、卒業生クラスとして扱われるようになる。
その正体は日本三大怨霊の1柱である平将門の死霊。弑逆桔梗編の終盤で完全に覚醒し、平安時代の武士らしい無骨で精悍な姿となる。それに伴い新皇とも呼ばれる。また、強力な重力技を用いるようになり、あえて太歳星君の誘いに乗る形で一騎打ちを行い正面から討ち果たす。
邪経文大僧正（じゃきょうもんだいそうじょう）
声 - 宮田浩徳
僧侶の姿をした悪霊。通称「大僧正」。形代は熊のぬいぐるみ。召喚の言霊は「弔って 邪経文大僧正」。
作中に最初に登場した卒業生クラスの霊。物語初期、愛依の神様霊が蟲毒を突破した際に夜宵の部屋のパワーバランスが崩れ、霊達が共食いをし最後に残ったことで生まれた新しい卒業生（四期生）。常にニタニタした笑みを浮かべる中年の僧侶の姿をしており、花魁と並んで素行が悪く、隙を見ては夜宵や螢多朗を殺して逃げ出そうとする。
能力は聞いたものを地獄へ強制成仏させる「経文」。経文を聞いても効果が発動するには一定のラグ（小動物であれば数秒、人間なら合計20秒程度）があるが、発動するまでに首を切り落とすなど発声源を潰そうとしても、電子機器や他人の口を乗っ取って経文を続けようとする。逃げ出すためには主である夜宵らにも平気で仕掛け、彼を用いることは再封印の手筈まで考える必要がある。同時に無数の黒く長い手を出すことも可能で、これで対象を捕らえたり、耳をふさぐのを邪魔するといった搦手も用いる。
殉国禁獄鬼軍曹（じゅんこくきんごくおにぐんそう）
声 - 三木眞一郎
旧日本軍兵士の壮年男性の死霊。通称「鬼軍曹」。形代は犬のぬいぐるみ。召喚の言霊は「散華（さんげ）して 殉国禁獄鬼軍曹」。
物語開始時点で夜宵が所持していた卒業生クラスかつ協力的な霊。生前は不死身とも形容された高い生命力を持つ兵士であったが、その図抜けた生命力ゆえに天寿を全うしてから数十年が経過してなお成仏することができず、怨霊に取り憑かれ厄を振りまく己を嘆きながら現世を彷徨っていた。そのため軍曹自身は善霊だが、他の死霊が悪霊となって彼に纏わりついており、結果として周囲に害を及ぼす存在となっている。そこで最終的に成仏させる方法を見つけ出すという約束で夜宵と契約し、協力するようになる。なお、性格も善良のため、たとえ悪霊でも女子供は相手にしないと決めている。
能力は対象を衰弱させる「衰弱の祈り」。弱体化の効果は自身を中心とした一定範囲の陣の中にいるものすべてで、自身も対象。発動中は彼の念が伝播し、戦時中に負った傷病・飢餓・疲労や睡魔を味わせどんなに苦しんでも死ねない不死身を味わわせる。軍曹が新たな武器を抜くたびに「壱式→弐式→参式」と三段階まで強さが増していき、陣の範囲を広げる。一瞬でも陣に飲まれれば外見は痩せこけ、囚われれば呼吸することも叶わぬまま数百年悶え苦しむことになる。なお、善霊のため、「呪い」ではなく、あくまで「祈り」である。
魄啜繚乱弟切花魁（はくていりょうらんおとぎりおいらん）
声 - 日笠陽子
江戸時代に花魁であった妖艶な美女の悪霊。通称「花魁」。形代は狐のぬいぐるみ。召喚の言霊は「煌（きら）めいて 魄啜繚乱弟切花魁」。
物語開始時点より夜宵が所持していた卒業生クラスの霊。生前は天性の美貌を持って生まれた花魁で、貧困の家族を救うお金を作るために遊女となる。遊郭で一番の花魁であったがそれに嫉妬した新造に陥れられ、更には疫病に罹患し醜い姿となってしまう。そのことを恨み、新造諸共に遊郭へ火を放って自身も生涯を終え、霊になった後は美に執着する冷酷な性格へと変貌した。元は当時の手鏡に宿っていたさほど強くない死霊であったが、物語開始の1年ほど前に手鏡を購入した夜宵によって悪霊蠱毒に掛けられ、約1ヶ月で卒業生となった経緯を持つ（二期生）。夜宵には反抗的で、逃げ出す機会を淡々と伺っている。
能力は対象の霊力を吸い取る「他者の命を啜ることによる煌めき」。蝶の姿をした無数の火の粉を飛ばし、触れたもののエネルギーを吸う。それに伴って美しさが増していくと共に呪いも強化されていく。
H城址の霊 / 千魂華厳自刃童子（せんごんけごんじじんどうじ）
声 - 早見沙織
ウェーブがかかった髪の若い女性の地縛霊。通称「自刃童子」。形代は象のぬいぐるみ。召喚の言霊は「絶って 千魂華厳自刃童子」。
Sランクの心霊スポットであるH城址にいた戦国時代に非業の死を遂げた女性の霊。本来は後述の通り善霊であったが成り代わり陣営の思惑で悪霊に変えられていた。夜宵が使役する卒業生の中では自我がはっきりして会話ができる上に極めて協力的かつ軍曹のようなデメリットもない。また形代はあくまで分霊であり、本体はH城址に留まる。
能力は無数の分霊の使役と、傷が治らない切断攻撃。一定の広範囲に無数の腕を生えさせ、その腕が標的への切断攻撃を行う。弑逆桔梗ではあらかじめ地中に無数の腕をスタンバイさせた上で、討伐に来た十二神将の一体に奇襲を掛け、一瞬で賽の目状に切り刻む技を見せる。
元は戦国時代にH城址が落城した際に自刃した女性たちの一人。無念の強さと、H城址がパワースポットであることから自我保ち、多くの分霊を使役できるほどの強力な死霊として現代まで残り続けたが、自分たちの無念を忘れて欲しくないとして訪れた者に過去の光景を見せたり、場内で不敬を働く者を驚かせるだけの善霊だった。ところが成り代わり陣営の何らかの計画で、場内の池に呪物を仕込まれたことで自我を失い、悪霊として訪れる者を襲うようになる。
東京心霊スポット巡りでH城址にやってきた夜宵に襲いかかるが、同じく広範囲攻撃を持つ邪経文大僧正に完封され、弱体化する。その間に呪物が回収されたことで自我を取り戻し、助けてもらった礼として夜宵に自身の分霊を託して協力することを約束する。
お供え物として酒が好物であり、オマケ漫画ではドンペリを所望するなどネタになっている。
旧旧Fトンネルの霊 / 斎弄晒レ頭（さいろうされこうべ）
声 - 松岡禎丞
猟奇殺人鬼である大男の悪霊。通称「晒レ頭」。形代は猿のぬいぐるみ。
Sランクの心霊スポットである旧旧Fトンネルを本拠とする凶悪な悪霊。外見は筋肉質な巨体を内臓で締めた白襦袢で覆い、手斧を武器に持った禿頭の男性。地縛霊となった後も、猟奇殺人鬼として活動し、獲物を追い詰めいたぶることを好み、被害者の内臓、顔の皮を剥がし被り、残忍に殺す。被害者の霊の中には三崎のように協力するものもいる。また、獲物を逃さないために空間をループさせる霊現象を持つ他、全身をゴムのようにしならせて俊敏な動きで移動し、パワーによる肉弾戦もこなす。
東京心霊スポット巡りで旧旧Fトンネルにやってきた夜宵らをいつものように襲いかかるが、軍曹で返り討ちに合う。軍曹の「祈り」の苦しみから逃れるために、夜宵の口車に乗って使役される道を選ぶものの、被害者たちの痛みを感じるよう形代の四肢と頭に釘を打ち込まれ、不自由な状態で保管されることになる。
旧I水門の霊 / 月蝕尽絶黒阿修羅（げっしょくじんぜつくろあしゅら）
声 - 織田碧葉
10歳程度の少年の悪霊。形代はライオンのぬいぐるみ。通称「黒阿修羅」。召喚の言霊は「盈（みた）して 月蝕尽絶黒阿修羅」。
Sランクの心霊スポットである旧I水門に住む少年の霊。スケッチブックを持ち、常にお腹を空かせている。生前に継母から虐待されており、最期は旧I水門で滅多刺しにされ殺され、遺体は解体され肉団子にされて捨てられたという過去を持つ。この激しい憎悪から凶悪な悪霊となって現世に残り、また、他人がすべて継母に見えるために、水門を訪れる者を無差別に襲うようになる。しかし、本来は年相応の善性を持ち、夜宵に使役されるようになった後は、能力の制御方法を考案され、協力的に振る舞う。悪霊との戦いで活躍しては強化されていき、マルバス戦を経て夜宵から神霊の域に達しつつあると評される。
能力は所持しているスケッチブックを用いた「スケッチブックによる消失」と「捕食による強化」。攻撃と捕食がワンセットになった呪いで、スケッチブックに描かれた対象の体を黒く塗りつぶすことで対応する部位が消失し、その質量が肉団子に変換され、少年霊の手元のタッパーに現れる。その肉団子を捕食することで少年の霊は強化される。Sランクの心霊スポットの霊の中でも群を抜いて強く、呪いの起点であるスケッチブックを対応しないかぎり卒業生ですら歯が立たない。また、スケッチブックを奪っても今度は巨大な腕を4本持つ黒い肉体を形成して直接戦闘を行い、握りつぶした相手を直接肉団子にする凶悪さを持つ。
東京心霊スポット巡りで旧I水門にやってきた夜宵らに襲いかかる。まず闍彌巫子をその能力で一瞬で殺害し、夜宵を危機に陥れるが、最終的には能力相性の問題から花魁には勝てず、敗北する。夜宵に捕縛されるものの事情を汲んだ彼女にだいぶ配慮されており、香水を使った敵味方の峻別方法の考案や、能力アップのためのデザイン会議など、年が近いこともあって夜宵とは比較的親しく過ごす。
太歳星君（たいさいせいくん）
声 - 斎賀みつき
道教の凶神・太歳星君の分霊。弑逆桔梗編における最終的な敵。形代は鹿のぬいぐるみ。
外見は白いおかっぱ頭の童。神代家と契約し、代々神代家に手を貸す代わりに20歳になった家の娘を花嫁として生贄にいただく神霊であり、卒業生クラスでも容易に太刀打ちできない強力な力を持つ。このため、名だたる霊能者やなり代わり陣営からは決して手を出してはならない不可侵の存在として恐れられる。本拠では生贄の花嫁はその霊魂を磔にし、足先からじわじわと千切り食い、首だけ残す。そして首だけとなった歴代の花嫁の霊を無数に連れている。十二神将と呼ばれる部下の式神たちもおり、回復役の無数の目玉など能力は未知数。ただ、本性は武闘派で何より戦いを好む性格をしており、生贄も貰えるから貰うだけで、特に欲しているわけではないと述べる。
第9話で初登場し、今代の花嫁である愛依に取り憑いており、彼女の不幸体質の元凶となっている。愛依を救うために夜宵たちが動き出したことが弑逆桔梗編のきっかけとなる。弑逆桔梗の陣による弱体化と卒業生7体の同時攻撃をして、なお余力のある戦いを見せるものの、御霊の覚醒によって最後は完敗する。また、最後の戦いで自身の邪魔をした太歳星君の本体を憎み、これを倒すことを目指すという契約で夜宵への協力を決める。
一期生 / 武士の悪霊
全身鎧の鬼武者の霊。形代は信楽焼の狸。
第12話において卒業生を説明する夜宵に言及される死霊。東京巡りや京都攻略には一切連れられておらず、「軍曹」「花魁」と共に夜宵が物語開始時点から所持していた3体の卒業生の1体ということと、寶月家で最初に誕生した卒業生（一期生）であることしかわからない。
超越地蔵（ちょうえつじぞう）
7体の地蔵に封じられていた存在を共食いさせたことで生まれた悪霊。物語開始少し前に地蔵を破壊した夜宵に取り憑くも、悪霊蠱毒によって卒業生になったという。夜宵からは卒業生よりやや強いと評され、悪霊蠱毒からの誕生だが「◯期生」とも呼ばれない。存在自体は第2話時点で触れられている。第1話冒頭でも地蔵をバールで破壊する夜宵が描写されているが、これが超越地蔵と関係あるかは不明。
0期生 / プロトタイプ
死神の集合体。
夜宵が両親を失った事故での入院中に偶然から生まれた超越的な存在。病院を徘徊していた無数の死神を共食いさせた結果誕生した存在であり、夜宵に「悪霊蠱毒」の着想を与え、プロトタイプとも呼ばれる。ただし、当時の夜宵ではかろうじて廃病棟の地下に封印できたというほどの存在で、太歳星君を倒せるほどになった彼女をして「出来れば出したくない」と言わしめる。
三期生
詳細不明。夜宵が花魁と大僧正の間に育てていたとする一体。彼らと同格ではあるが別次元の異質さを持つとされ、夜宵でも本来は使役したくないとする。

#### その他の使役・捕獲霊
Sトンネルの霊
声 - 三重野帆貴
黒いロングヘアに白いワンピースの女性霊。形代は狸のぬいぐるみ。
通過する車両や人物を襲っていたSトンネルの地縛霊。死霊としての戦闘力はさほど強くないが、自由自在に操る無数の長髪は実体を持ち、物理的にも霊的にも対象を捕縛できる効果がある。悪霊としては狡猾で幻覚を見せるなどして夜宵の目すら欺き、ぬいぐるみに封じられた後もしばしば脱走を試みる。上記の通り戦闘力は低いが、髪の効果から使い勝手がよく、夜宵からは自由自在の注連縄のように扱われている。
第8話で登場し、螢多朗に取り憑くことを試みるも夜宵に見破られ、完全に捕縛される。直後に起きた邪経文大僧正誕生の際の「共食い」も、その脱走癖によって免れる。
三崎 安奈（みさき あんな）
声 - 田村ゆかり
若い現代風の女性の死霊。形代は無限修復人形。
生前は心霊スポット探索系のユーチューバーとして活動していた明るい女性。旧旧Fトンネルを探索した際に、殺人鬼の地縛霊（後の晒レ頭）に生きながらに体を解体されて殺される。その後は、自分が味わったものと同じ苦しみを与えるべく、地縛霊に協力し、トンネルを訪れる人間を罠に誘い込んでいた（地縛霊に協力する犠牲者の霊は他にもおり、これらはすべて夜宵に捕縛される）。
第17話で登場し、生者を装ってトンネルを訪れた詠子に声を掛け、新たな犠牲者にしようとする。最終的に地縛霊が倒されても、諦めずしぶとく詠子に取り憑いて殺そうとするも結局は夜宵に捕縛される。そして短い期間でも友人だったという理由で詠子に引き取られる。しかし、詠子の目的は自身が考案した身代わり用の「無限修復人形」の核にするためであり、「友達として」この先、詠子らに降りかかる霊障の身代わりを受け続けることになる。

### 京都の人物・善霊
安倍 晴明（あべのせいめい）
平安時代の大陰陽師として知られる安倍晴明本人の霊魂。
外見は神主の格好をした現代風の若い優男。死霊だが揺らぎはなく、夜宵が生者だと勘違いするほど存在感がある（霊ではあるため、普通の人には見えない）。その能力でおおよその未来を予測し、自身の後始末でもあるとして京都にやってきた夜宵に協力する。特に螢多朗には前鬼・後鬼の式神を付与して彼を守護させる。久作とは元々知り合いで、実体がないためできないことをやらせるなどしている。
詳細は不明だが神様霊（太歳星君）に生贄を差し出すことにあった神代家の過ちに間接的に関わっており、現在の出来事にまで発展したことを気にしている。また、因縁ある酒呑童子の復活も予測し、合わせて討伐しようと考えている。
晴明神社にやってきた夜宵に接触すると彼女に「占事略決・外典」を託し、螢多朗には強力な式神を付与する。弑逆桔梗作戦では復活した酒呑童子を討伐するため螢多朗に憑依して戦うなど直接的にも関わる。
賢行（けんぎょう）
京都国道1号線沿いにある日照寺の中年の住職。5人にいる僧侶のリーダー。
シシムラ様の封印を担う日照寺の僧侶で、封印を解いた夜宵らに危険性を伝え、匿うとして寺の離れに案内する。その後、他の僧侶らと共に厄払いの祈祷を行うもシシムラ様に通用せず、すぐに呪いを受け配下の僧侶と共に死亡する。その死体はその後、シシムラ様となる。
実は本来ならば10年前にシシムラ様封印のための即身仏となり死んでいるはずの人物。死を恐れて末期癌を患った妻を身代りの即身仏にして密かに生きながらえ、東照寺から支払われる多額の保証金を寺ぐるみでせしめていた。その結果、不十分な封印となっており、夜宵が破らなくてもいずれ解けていただろうと推測される。また、夜宵を匿ったのも本来は貞観らが来るまでの時間稼ぎの囮にするためだった（そのため、シシムラ様を離れに入れない結界ではなく、夜宵らを出さない結界が施されていた）。
貞観（じょうがん）
京都・東照寺の老年の僧侶。
老人ながら筋骨隆々で屈強な肉体を持つ大男。シシムラ様編で日照寺に駆けつけた4人の僧侶の1人かつリーダー格。霊障による交通事故に巻き込まれ、消防車に激突されてなお五体満足で動けるほど屈強。強力な仏の加護を受けており、3体以上の卒業生クラスを前にして微塵も負ける気がなく「骨が折れる」と言い切る。
当初はシシムラ様の封印を解き、強力な死霊を連れ歩く夜宵を強く警戒するものの、賢行の悪行や彼女の覚悟を知り、これを認めてせめて一般人を巻き込まないようにと人払いの札を渡す。また夜宵を気に入り弟子としてスカウトしようとするが、弥子も狙っていると知って手を引く。
西浄（さいじょう）
京都・東照寺の若い僧侶。
細身で端正な顔立ちの青年。シシムラ様編で日照寺に駆けつけた4人の僧侶の1人で、一番の若輩。霊障による交通事故では1人だけ臨死状態となるも、逆にそれを利用し、自らの身体に憑りついて霊現象で身体を動かし行動し続けるという離れ技を見せる。
貞観と行動を共にし、常識的な観点から夜宵を注意するが、最終的には貞観の決定に従い許す。その後は病院に搬送される。
覚張（かくちょう）
京都・東照寺の老年の僧侶。
左目に眼帯をした長身痩躯の老爺。シシムラ様編で日照寺に駆けつけた4人の僧侶の1人。身体は痩せ細っているが法衣の下にボディーアーマーと迷彩ズボンを着込み、錫杖を携帯する。霊障による交通事故では軽傷で行動を続ける。
禅仁と行動を共にして即身仏の地下牢を調査し、賢行が妻を身代わりにしたことを突き止める。その後、妻の霊から事情聴取するためにテープレコーダーを用いて霊魂と交信する技を用いる。
禅仁（ぜんじん）
京都・東照寺の中年の僧侶。
貞観には及ばないが逞しい肉体を持つ強面の中年男性。小型金庫の扉を素手でこじ開けるほどの怪力を持つ。霊障による交通事故では左腕を骨折するも何事もなく行動を続ける。
前田 詩音（まえだ しおん）と遠野 美月（とおの みつき）
旅行でAダムの見学に訪れていた若いカップル。
弑逆桔梗のため、Aダムを訪れていた夜宵らと出会い、そのまま共にダム見学することになる。しかし、Aダムの霊に前田と螢多朗が気に入られてしまったために共に誘拐され、残された遠野は夜宵らと彼氏を捜そうとする。
前田は螢多朗より先に捕まっていたため仮死状態の時間が長かったが、救出が早かったために無事蘇生し、生還する。

### 幻燈河家
淡宮 董子（あわみや とうこ）
声 - 平野文
螢多朗の祖母。淡宮神社神主。
人形供養を行っている神社の神主である老婆。一定の霊能力を有し、定期的に螢多朗の霊障である右手の伸びた神経を切り取っている。霊との付き合い方を教えてくれた螢多朗にとって師匠に当たる存在。
幻燈河 桜子（げんとうが さくらこ）
声 - 沢海陽子
螢多朗の母。税理士をしている。詠子のことを好ましく思っている模様。
幻燈河 夕月（げんとうが ゆづき）
声 - 菊池紗矢香
螢多朗の妹。中学2年生。星の双子の姉。長いストレートの黒髪を持つ。
袖余りの制服で常に手を隠しており、口もとを隠して喋る癖がある。兄に対する評価はわりと辛辣。
幻燈河 星（げんとうが あかり）
声 - 海弓シュリ
螢多朗の妹。中学2年生。夕月の双子の妹。螢多朗のようなくせっ毛の茶髪を後ろで束ねている。
半袖の制服を着用しており、まだ子供っぽいところがある模様。夕月と同じく兄に対する評価は厳しい。

### 神代家
京都を本拠とし、太歳星君との契約で千年にわたって権勢を誇ってきた「祟り屋」の一族。
神代 総玄（かみよ そうげん）
神代家当主。愛依の祖父。
白髪に厳しい顔つきの老爺。神代家当主として現在の日本の政財界でも強い権力を持ち、それに固執している。このため、娘や孫娘も平然と生贄に差し出してきた。権力の源泉である太歳星君を奪った夜宵たちを自邸に招いて騙し討ちで奪還を試みるも、返り討ちにされる。
当初は契約の解除によってそれまでに祟り殺した亡者たちに報復されることを恐れているように描写されていた。しかし、実際には自殺を遂げると孫の影玄に成り代わり、そのまま転生を果たす。また南光坊と旧知の中であり、夜宵への復讐のため成り代わり陣営に手をかすことを決める。
神代 礼治郎（かみよ れいじろう）
声 - さかき孝輔
神代家当主代理（後に当主）。愛依の父。
落ち着いた雰囲気の中年男性。元は著名な霊能者一族の出身で婿養子。当初は娘・愛依への冷徹な人物かのように描写されていたが、実は過去に総玄に抗議して左腕の手首から先を失い、妻や他の子供らの安全を考え抵抗を諦めていた。本人は謙遜するが中々の霊能力を持つ。
弑逆桔梗編の終わりに登場し、愛依の命を救ったことで夜宵らに感謝する。神代家と太歳星君の関係を説明した上で今後の神代家を無難に収めていくことを決意する。
神代 衛人（かみよ えいと）
神代家の三男（愛依の兄）。故人。第9話登場。
本編開始の1ヶ月ほど前に事故死した青年。生前は実家から見放された愛依を単身で守るなど妹想いの人物だった。当初は他の悪霊から妹を守るために守護霊となって成仏できていないと思われていたが、実際には神の花嫁になる妹を哀れに思い殺そうとしていたが神様霊に妨害されていた。
夜宵によって一時的に神様霊が取り除かれたことで直接命を狙うものの、一般に現世に留まれる四十九日を迎えてしまい成仏する。
神代 影玄（かみよ えいげん）
神代家の次男。フリーター。
右目が前髪で隠れたダウナー系の青年。基本的に霊感が低い神代家の人間にあって、一族で歴代トップレベルの霊感を持って生まれる。ところがその才能はあえて伸ばさず管理・教育され、フリーターとなっていた。
第67話にて自殺した祖父・総玄に成り代わりとして身体を乗っ取られる。また「反魂の秘法」のためにすぐに魂を喰われる。表向きは祖父の死と前後して行方不明になったことになる。
神代 命依（かみよ めい）
声 - 拝師みほ
愛依の叔母。故人。久作の同級生かつ友人。
愛依の悪夢に登場する彼女に良く似た容姿の女性。愛依と同じく瞳には星型の虹彩がある。愛依の前任の花嫁（生贄）であり、霊魂が今も囚われた状態でじわじわと千切り食われている。
弑逆桔梗編の最後において神代家と太歳星君の契約が解除されたことに伴い解放される。回復のため、その霊魂は一度形代に納められ、久作に預けられる。

### 敵対する悪霊・神霊及びそれに直接関係する人物

#### 弑逆桔梗編まで
第1話から第33話までに登場した死霊や神霊、また直接関係する人物たち。なお、最初から夜宵に使役された状態で登場したものは省略する。
H市の電話ボックスの霊
声 - 島田愛野
作中最初に登場した悪霊。第1話。ストーカー化した客に殺された人気風俗嬢の霊が電話ボックスに取り憑いたというものであり、その中に入ったり、電話を掛けたりすると呪い殺される。
他の雑霊と同じく夜宵のことは警戒して襲わなかったものの、螢多朗を囮に誘い出される。当初、夜宵が持ち込んだ通常クラスの悪霊は簡単に返り討ちにするが、その後、彼女が清めを持って電話ボックスごと破壊するのには耐えられず、受話器ごと依代のぬいぐるみに取り込まれ、回収される。
邪経文大僧正誕生の際に食われたと思われる。
日本人形の霊
淡宮神社に奉納され宝物殿の地下に祀られている日本人形の悪霊。第2話。螢多朗を誘い込みなり代わろうとするが、夜宵によって御神刀で首を刎ねられ、回収される。
邪経文大僧正誕生の際に食われたと思われる。
鬼子母神（きしもじん）
声 - くじら
H市にある水子供養の廃寺の神霊。初登場は第3話。水子供養が間に合わず、現世に残って悪霊化した多数の水子の影響を受けて怨霊化した。神霊として強力な力を持つが子供を守る神という性質は変わらず、生者でも死霊でも子供は攻撃できない。しかし、多数の水子が攻撃してくること、身を守るためでも水子を攻撃した場合は鬼子母神の怒りを買うため、危険な悪霊になっている。
夜宵の挑戦を受けるが上記の強さによってこれを退ける。しかし、神像の人差し指部分が切り取られ、以降、指人形に仕込まれた形で彼女の近接武器となっている。
1度「空亡」に襲われるがこれを退ける。しかし、神様霊の助言を受けた「空亡」に再度襲撃され、その本質が赤子であったために攻撃することができず、そのまま捕食される。
呪いのビデオの霊
見ると焼死する呪いのビデオに憑りついていた悪霊。第4話。ビデオには焼身自殺する美大生が映されており、呪われると人体が自然発火する。元はイジメで自殺を強いられた美大生が加害者を呪い殺すために呪物化したものだが、本人は目的を達して既に成仏しており、呪い殺された加害者が取り憑いて無関係の者を襲っていた。
大学の都市伝説講義で上演された際に、それを観た螢多朗を呪う。しかし、夜宵によって自分の呪いで自分を苦しめる循環状態に置かれ（呪い返し）、激しく抵抗するも最後は諦める。
邪経文大僧正誕生の際に食われたと思われる。
長山
声 - 興津和幸
禮應大学自殺サークルの悪霊（憑依霊）。第5話。長年にわたり、禮應大学の人の多いサークルのリーダーに憑依しては新人歓迎会（新歓）を利用して人を集め、T団地で首吊りによる集団自殺を行わせてきた。憑依対象も自殺させてしまうため、毎年異なる姿で現れるが、長山を名乗るのは共通。この結果、自殺サークルとそれを行う長山の都市伝説が生まれる。憑依する相手は元より相性の良い悪人であることが示唆される。その目的は自殺者の霊を喰らうことで現世に留まるためであり、首吊りさせるのは捕食にちょうど良い高さになるため。
禮應大学の旅行サークルのリーダーとして登場し、その新歓で螢多朗を迎え入れる。いつも通り集団自殺させようとするも、詠子が螢多朗に盗聴器を仕掛けていたことで夜宵らに存在がバレてしまい、そのまま退治される。いったんは被害者救援のため夜宵に見逃され、その間に残された町田を殺すが、その後に戻った夜宵によって鬼子母神の指の養分にされる。
町田響
長山に取り憑かれていた男。もともとサークルで集団強姦を行った逮捕歴があった悪人であり、夜宵からは長山と相性が良かったと推測されている。長山によって首吊りさせられ、その養分にされる。
キャンプ場の集合霊
山奥の川沿いのキャンプ場に残っていた10体ほどの集合霊。第6-7話。それぞれ1体の力は強くないが、数で襲いかかられた場合は手強いと夜宵に評される。通常、異なる霊同士が群れることはないとされ、空亡から身を護るために集合霊となったことが示唆される。
キャンプ場を訪れた螢多朗に取り憑くために、まず詠子を操り飛び降り自殺させようとする。夜宵と螢多朗によって各個撃破されて即席の人形に閉じ込められて行き、最後はすべて調伏される。捕縛の過程で1体は廃神社の霊に捕食され、また詠子を操った霊も仲間に売られて食われたため、夜宵に回収されたのは8体。
邪経文大僧正誕生の際に食われたと思われる。
Sトンネルの霊
Sトンネルの地縛霊。第8話。夜宵に捕縛され使役される。
→#その他の使役・捕獲霊
神様霊
神代愛依を守護する謎の霊。第9-12話。
→#卒業生クラス
愛依の兄の死霊 / 神代衛人
声 - 阿座上洋平
神代愛依の兄・衛人の死霊。第9話。
→#神代家
脳幹霊
声 - 岩田光央
生者の脳幹と脊髄を引き抜いて殺すことを好む凶悪な浮遊霊。第10-11話。目が縦状になった男性。引き抜いた脳を痛めることで、そのまま犠牲者の死霊を使役し、新たな獲物を狙う。螢多朗でも気づけないように近くにいながら完全に気配を消すこともできる。
愛依から漏れ出る神の気に引き寄せられた霊の1体で、居合わせた夜宵と螢多朗に襲いかかる。夜宵を子供と見て油断したために注連縄で実体を捉えられ、最後は過渡期の御霊に頭と脊髄を残して食い尽くされる。そして愛依の部屋を守る等活地獄システムとして、犠牲者たちの霊から延々と脊髄を痛めつけられるという、因果応報の末路を迎える。
H城址の霊
ウェーブがかかった髪の若い女性の地縛霊。第13-15話。後に夜宵に協力する。
→#卒業生クラス
H城址の老婆の霊
声 - 松野太紀
H城址に現れる戦国時代の庶民の格好をした老婆の霊。第13-15話。本来の「H城址の霊」（自刃童子）がいる心霊スポットである奥の滝に案内すると言ってついて来た者を襲っていた。夜宵や螢多朗を騙せるほどの幻覚が使える。実はH城址とは無関係のホームレスの霊であり、なり代わりたちによって戦国時代のコスプレをし、滝に沈められた呪物の見張りを任されていた。
H城址の霊を確保しに来た夜宵と螢多朗の前に現れ、幻覚で2人を分断し、夜宵に襲いかかる。しかし、鬼子母神の指で返り討ちに会い、逃げ出す。
「H城址の霊」解決後に、呪物が奪われたことに気づいて確認に来たオズワルドによって用済みとして頭部を破壊され強制的に成仏させられる。
旧旧Fトンネルの霊
猟奇殺人鬼である大男の悪霊。第17-19話。後に夜宵に使役される。
→#卒業生クラス
三崎 安奈（みさき あんな）
心霊スポット探索系のユーチューバー。正体は旧旧Fトンネルの霊に殺され、彼に協力する死霊。第17-20話。後に夜宵に使役される。
→#その他の使役・捕獲霊
天使様
声 - 杉村ちか子、島田愛野、三重野帆貴
「受胎告知の家」におけるメインの悪霊。第20-22話。全部で3体からなる巨大な赤子の姿をした悪霊であり、南光坊に唆されて呪物による儀式を行った父娘の近親相姦で誕生した赤子の魂をベースにしている。正確には「天使様」自体ではなく、天使様の核となる存在で、受胎告知の家を訪れた妊娠可能な女性に「妊娠の呪い」を掛け、天使様として出産させることを目指す。しかし、実際には胎児として急速に成長後、10日ほどで対象の腹を破って殺してしまう失敗作となっている（そもそも成功するかもわからない）。作中では最初に家の娘を呪いで殺し、その後、捜査に来た婦警も同様に殺した2例が描写されている。
「卒業生」の保管場所として「受胎告知の家」に内見に来た詠子に「妊娠の呪い」を掛け、襲う。1体だけなら卒業生の相手にはならないが、実は3体いるなどの予想を超える行動で夜宵を翻弄するものの、結局、元となる呪物の除去後、過渡期の御霊に食い尽くされる。
娘の霊
声 - 上田麗奈
「受胎告知の家」における元凶の悪霊。第20-22話。外見年齢は女子高生ほど。生前は後に「受胎告知の家」となる借家に父母と3人で幸せに暮らしていたが、父が母を事故死させた一件で世間からのバッシングを浴び、ノイローゼとなる。そこを南光坊に唆され、救いを得るため「天使様」を誕生させる儀式を授けられる。以降、、父親を強姦して作った赤子を縊り殺して天使様の核とし、また、訪問者を殺して生贄に捧げる行為を率先して行っていた。儀式の最後の詰めとして「妊娠の呪い」で天使様を身籠るが、そのまま腹を割かれて死亡する。その後も地縛霊として家に残っており、父の死霊と共に、生前と同じく家を訪問する浮遊霊や人間を生贄に、今度こそ儀式を成功させ「天使様」を生み出そうとしている。
「受胎告知の家」に内見に来た詠子を狙う。しかし、最期は夜宵によって追い詰められた天使様に喰われてしまう。
父の霊
声 - いとうさとる
「受胎告知の家」の死霊。第20-22話。生前は妻娘と共に後に「受胎告知の家」となる借家に住んでいた中年男性。ある時、妻を事故死させてしまい、さらに世間からのバッシングで娘がノイローゼとなる。責任を感じて「天使様」の儀式を行う娘の言いなりとなり、近親相姦や訪問者（最終的に17人）の殺害などを行っていた。最終的に娘が「妊娠の呪い」で死亡し、そのまま家で首吊り自殺した。しかし、死後も地縛霊として生前と同じく娘に使役される存在となっている。
夜宵らの訪問を受け、いつものように対応するが、最終的には天使様も娘も消滅する。しかし、夜宵から生前の悪行により成仏することは許されず、今での贖罪として「卒業生ハウス」となる家を部外者から遠ざける役目を命じられ、玄関先で首吊り自殺をする姿をさらし続ける。
廃ラブホテルの霊
声 - 島田愛野
ホテルの所有者であったヤクザに拉致・殺害された数多くいる地縛霊の1体。第24-25話。卒業生の「花魁」を回収に来た螢多朗に取り憑いて「成り代わろう」とする。結局、失敗し、最後は夜宵によって紙の依代に閉じ込められる。この出来事によって夜宵たちは「成り代わり」という存在を意識するようになる。第32話ではその後、拷問されて成り代わりに関する情報を夜宵に伝えたことが明かされる。
旧I水門の霊
10歳程度の少年の悪霊。第26-30話。後に夜宵に協力する。
→#卒業生および卒業生相当の霊
開かずの間の霊
声 - 間島淳司
鴇勾台小学校の開かずの間に潜む悪霊。第31-32話。生前の名前は坂下。学校の敷地内にいる児童を夢の中に引きずり込み、自身を鬼とする鬼ごっこを行う顔を覆い隠すような頭巾を被った壮年男性の霊。捕まると精神が捕らえられ廃人と化してしまう一方、自分の写真を見つけられれば無記事で脱出することも可能。生前は児童想いの学校教師であったが、受け持ったクラスからの集団いじめに遭う。特に女子児童に対する盗撮被害の濡れ衣を着せられたことで家庭も崩壊し、最期は児童たちを呪って開かずの間で自殺した。しかし、生来の善性から子どもたちを恨み切ることができず、結果呪いは発動せず、死霊としても消えかけ、本来は無害な状態であった。
ドロシーの策謀によって浮遊霊との共食いを強制させられたことで殺意が増幅し、悪霊となって呪いが発動するようになる。夜宵とそれに近しい児童らを中心に、学校全体の呪いの影響下に落とすが、夜宵に逃げられ、最期は御霊の捕食を受ける。ただ、事情を知った夜宵の情状酌量により、坂下本体は見逃され成仏する。結果として一時的に廃人となった子は出たが、死者は発生しなかった。また、これによって御霊が成長し、「過渡期の御霊」として以降「卒業生」クラスの扱いを受けるようになる。
単行本では坂下にイジメを行った児童たちは、素行不良などが元で悲惨な最期を迎えたと説明されている。

#### 弑逆桔梗編
第34話から第66話まで京都を舞台とした長編。
神様霊 / 太歳星君（たいさいせいくん）
声 - 斎賀みつき
神代家と契約している神霊。初登場は第9話。弑逆桔梗編における最終的な敵。
→#卒業生クラス
Aダムの霊
京都攻略1カ所目であるAランクスポットのAトンネルに出没する悪霊。
水死体のように醜く膨れた女性の悪霊。分霊として無数の寄生虫を生み出す能力を持ち、分霊を寄生させた男性を操って捕食したり、獲物を集める道具に用いる。また強力な幻覚も用い、事前評価はAランクながらSランクに匹敵する能力を持つ。多くの男たちをダム近くの洞窟に誘い込み、その生気を吸い取る。男には気に入った者（若く美形）とそれ以外の者で分けており、気に入った顔の男の場合は霊体を縛り付けて口付けで生気を吸い取るが、そのまま消滅はさせない。気に入らない男は無造作に穴に打ち捨てられ、その生気を吸い取ると気に入った男に分け与え、自身のハーレムを形成していた。
Aダムを訪れた螢多朗と遠野を気に入り、いつものように洞窟に拐かすも、夜宵に居場所を突き止められる。最初は過渡期の御霊を圧倒する様子を見せるも、最終的には彼の霊現象に叩きのめされ捕獲される。Aダムの霊に捕まっていた男は既に肉体が白骨化していた者たちはそのまま成仏した。
菌糸の呪い
正式名称不明。京都攻略2カ所目である首塚大明神に潜む呪い。
2000年頃より、首塚大明神近辺で発生する男性が女性の首を切る不特定多数の事件の原因であり、男に取り憑き「赤い服（ドレス）を着せる」という衝動に駆らせ、女性を襲わせようとする。男はそのまま廃人のようになり、まもなく脳血栓で死亡する（遺体解剖では謎の菌糸が血栓の原因とわかる）。本来の呪いの原因である死霊は既に消滅しているが、境内に埋められた妻に送ったネックレスを呪物として、首塚大明神の豊富な霊気が呪いのみを存続させ続けていた。
元は妻と間男に30年も不倫で弄ばれ続けた平凡な男で、最愛の一人娘すら間男の子であった。娘が結婚する際に真相を明かされた上、娘すら本当の父を知っており、結婚式に出ないよう要求される。絶望した結果、結婚式を襲撃して関係者らを皆殺しにし、妻子は首塚大明神に首を切った状態で放置し、自殺した（純白のドレスが血で赤く染まり、これが赤い服を着せたいの意味になっている）。
首塚大明神を訪れた螢多朗に取り憑き、夜宵らを追い詰めるが、詠子にネックレスを破壊され消滅する。
復活を狙う酒呑童子が背後で動いており、被害者たちの魂は彼に食われ、元凶となった男の魂も食べられていた。
Tトンネルの霊
京都攻略3カ所目であるTトンネルに出没する悪霊。
ろくろ首のような長い首を持ち、胴体からは札を貼った上半身が多数生えた異形の姿の悪霊。高速道路のトンネルであるTトンネルにおいて通過する車両の乗員に対し、何らかの悪さを行っていた。
トンネルにやってきた夜宵らに対し、最初は運転手の詠子を襲うも無限修復人形の作用で失敗し、不思議に思って次は後部座席の螢多朗を襲う。しかし、前鬼が発動してあっさりやられ、夜宵によって紙の形代に捕獲される。
F公園の霊
京都攻略4カ所目であるF公園に出没する悪霊。生前の名前は曽根崎依子。
下駄ともんぺ姿の老婆の霊で、顔が鳥のように長く伸びているのが特徴。ベビーカーを持ち、その中には見た者の魂を閉じ込める不気味な人形がある。公園を訪れた者の魂を抜き取ると、その人形をF公園の焼却炉で焼いて死神をおびき寄せ、それを捕食するという行動を取る。
生前は死神を視認できるほどの霊能力を持った戦前生まれの女性。自分以外の家族が非業の死を遂げていくこと、その際に必ず死神が現れ、無惨に捕食する様を見続けたことで狂っていく。最後の肉親となった孫すら誘拐殺人で死に、死神に食われる様を見たことで完全に発狂し、死神を根絶やしにすべく、最期は上空に死神が行き来する大穴があるF公園の焼却炉で自殺し、悪霊となる。何体もの死神を捕食し続けたために強力な悪霊になっている。
F公園にやってきた詠子を襲い、夜宵らとの戦いとなる。螢多朗と自刃童子の策を回避し、螢多朗の魂を人形に閉じ込めるも、それによって後鬼が発動してしまい、「月の狂気の呪い」による冷却攻撃で凍らされた後、身体を粉砕される。夜宵に捕獲され、鳥のぬいぐるみに封じ込められる。
シシムラ様
京都攻略5カ所目である京都国道1号線沿いにある日照寺に封印された存在。
黒ずくめに仮面をつけた人間霊のように見えるが首が長く四足歩行する異様な姿をしており、「ばーさーる」という呪いの声を常に発する不気味な存在。その声を聞いた者は意識を失い、その後、小さな人形のようなミイラに変化させられ、腹にあるポケット状の部位に仕舞われる。腕や首を斬り落とされても容易に死なない丈夫さに加え、ポケットに入れられた小さなミイラが更に別のシシムラ様となり（「転生の呪い」）、増殖する性質を持つ。さらに呪いの対象は人間・動物を問わないため放置すれば際限なく増殖していく。このため、倒すには広範囲の高火力攻撃が必要になる。
大昔にとある集落を全滅させた怪異とされ、倒すことはできず、日照寺の住職が50年おきに即身仏となる封印術が受け継がれてきた。ところが10年前、死を恐れた賢行が身代わりを立てたために不完全な封印となっていた。その正体はマルバスに使役される存在で、直接エネルギー体として消費されもする。「ばーさーる」の呪言もヘブライ語で「肉」を意味する。
事情を知らない夜宵らが封印を解いたことで復活し、賢行ら日照寺の僧侶5名をまたたく間に殺害すると、夜宵らを狙って姿を現す。単体時は夜宵に退けられるものの、上記の増殖能力で彼女らを追い込み、夜宵を気絶させるに至る。しかし、召喚された黒阿修羅によってすぐに逆転され、主人であるマルバスを呼び出すことになる。
マルバス
ソロモン72柱の悪魔の1柱。シシムラ様を使役する存在であり元凶。夜宵からはボスムラ様と呼ばれる。
作中での姿はバフォメットのような翼を持つ白い人型のヤギのようなものだが、これは生贄が不十分で本来の姿ではないという（伝承では人型のライオン）。その身体は無数の繊維のような組成で、糸状の触手を伸ばしたり、形状を柔軟に変えることで攻撃を回避するなど、捉えどころがない（作中では毛と呼ばれる）。
元は弥生時代に、日本列島にやってきた中東人風の男たちが、現地人百名ほどを生贄にして召喚した悪魔。原住民の抹殺を願ったが生贄が不十分で不完全な契約となり、シシムラ様で侵食するというような形となった。
黒阿修羅によって無数のシシムラ様が殲滅される中、姿を表す。黒阿修羅の不可避の攻撃を形状を変えることで回避するなど圧倒しているように見えたが、前鬼の炎で毛を焼かれたことで形勢が逆転し、黒阿修羅と前鬼の協力により倒され消滅する。契約が不履行になったことで超能力の加護を持った指輪を残す。神霊の域に達しつつある黒阿修羅と毛に対して相性が良い前鬼だから2体で倒せたが本来は卒業生が3体以上必要な神クラスと見なされる。
酒呑童子（しゅてんどうじ）
首塚大明神に祀られている御神体。伝承の通り凶悪な悪霊であったが、現在は神霊として参拝者に加護を与えていると見なされていた。しかし、実際には封印を破るために千年の間、力を溜め続けており、神の振りをすることで無害だと見せかけていた。特に菌糸の呪いなどの他者の呪いを利用し、唆した霊や被害者の魂を喰らっていた。復活後は十二神将をあっさり屠る力を持つ。
あと一人分の魂で完全復活できるという状況であったが、菌糸の呪いを解除されてしまい目論見が外れる。そこで弑逆桔梗のため、境内に設置された晒レ頭に夜宵からの離反と協力を持ちかける。弑逆桔梗の発動時に、晒レ頭に力を与えて自身の封印を解かせ復活を遂げるが、先を見越して準備していた安倍晴明に一方的に屠られ頭部のみとなって敗北する。殺人の美学の違いから晒レ頭にも見捨てられ、顔の顔を剥がされた上に顔上半分を捕食される。もはやただのエネルギー体となっている残った部分は晴明によって再び境内に安置される。

### その他の人物
権田 大助（ごんだ だいすけ）
声 - 落合福嗣
夜宵のクラスのガキ大将的な大柄な少年。マイペースな夜宵に何かにつけて突っかかっている。ドロシーの策略で夜宵たちと学校の怪談をめぐる肝試しを行い、開かずの間で夢の中の鬼ごっこに引きずり込まれてしまう。
鬼ごっこで真っ先に霊に捕まり生首だけにされ頭をカラスに喰い尽くされるが、霊に殺意がなかったため事件後に五体満足で生還した。しかしカラスに対して大きなトラウマを抱えることになった。
百鬼 曜子（なきり ようこ）
声 - 楠木ともり
夜宵のクラスのクラス委員長。非常に真面目で、単独行動しがちな夜宵のことを気にかけている。
開かずの間の霊の呪いによって夜宵やクラスメイトとともに夢の中の世界に引きずり込まれ、悪霊との鬼ごっこに参加させられる。友人たちが霊の手にかかる中で脱出のために奔走し、夜宵との合流に成功する。そして夜宵と協力して鬼ごっこに勝利し夢の世界から脱出することができた。
しかしこの経験によって恐怖に晒されることに快楽を覚えてしまい、それを見抜いた詠子と同好の士として交友を結ぶことになった。

### 式神
陰陽師が使役したとされる霊。陰陽師と契約を結び使役されるようである。顕現時には使用者の生命力を吸う。式神がダメージを負った場合、そのダメージは形代に跳ね返る。
前鬼、後鬼は螢多朗自身が形代となっているが、螢多朗は無限修復人形によって霊障から護られているため結果的に無限の耐久力を得ている。
陰陽術を用いない螢多朗が前鬼、後鬼を顕現させるには自身の生命力を大量に消費するため、全快状態でも使用は2回が限度である。
前鬼
太陽の力を帯びた怪物のような姿の巨躯の男性霊。現状では螢多朗が任意で呼び出すことはできず、命の危機が迫った場合に勝手に出現する。
輝く鉈のような大剣で敵を切り刻み高熱で焼き尽くす攻撃を行う。
倒した霊はそのまま貪り食ってしまうため霊の収集には使いづらい。
卒業生相当の力を持っていると推定されている。
その姿と名は安倍晴明との式神契約による仮のものであり、真の名は「天照別御霊（あまてらすのわけみたま）」であり天照大神の分霊である。十二神将が安倍晴明のもとを去った後にその穴を埋めるために契約された。
真の力が解放された状態では卒業生以上に強化された十二神将を一撃で倒すほどの力を発揮する。
後鬼
月の力を帯びた美しい女性の霊。氷でできた大鎌を持っている。
こちらも現状では任意で呼び出すことはできず、螢多朗の魂消滅の危機が迫った場合に勝手に出現する。
目の部分を隠している頭飾りに巨大な単眼を持っており、この眼が月齢のように開き閉じるに従って相手に失明・窒息・極寒・発狂を段階的に味わわせる呪いを与える。
その見た目にそぐわず性格はかなり残忍である。
前鬼と同様に姿と名は仮のものであり、真の名は「月読別御霊（つくよみのわけみたま）」でありツクヨミの分霊である。

## 設定
霊は時間とともに現世に留まるために必要なエネルギーを消費していき、死後エネルギーが尽きると霊も活動を停止し成仏する。このエネルギーが尽きるまでの期間は一般に四十九日とされている。
しかしほかの霊を食べる、霊脈のようなパワースポットに留まるなどしてエネルギーを増すことで現世に留まることができる。
この共食いの性質から、現世に長く残っている霊はパワースポットにいるものを除けばほとんどが「共食い＝人殺し」を躊躇なく行える霊、すなわち悪霊である。共食いの対象になることを恐れるため基本的に霊は群れることがないが、群れなければ自身が食われてしまう脅威が現れると集合霊になる場合がある。基本的には未練や恨みなど抱いた念が消えるまで同じ行動を繰り返す。霊には生者よりも「言霊」が強く作用する傾向があり「命令」＋「名前」を口にすることで使役する霊の行動をある程度制御することが可能である。
悪霊捕縛（蟲毒） / ダークギャザリング
憑依霊は物の状態に同調するとされ、形代とする人形に封印を施すことで捕縛することが出来る。そのうえで悪霊が憑依した形代へ身体の一部を入れておくことでダメージを霊へ肩代わりさせる。この肩代わりを複数の形代に施すことで、形代に捕縛した悪霊から夜宵たちへの攻撃を防ぎ、形代に捕縛した悪霊同士の結束を阻害できる。
また、そのバランスが外力により崩れた場合、最後の霊になるまで共食いすることで、群を超越した個を生み出すことができ、『卒業生』と呼んでいる。
等活地獄システム
夜宵が愛依の部屋に構築した、生贄霊にエネルギーを与え回復させる端から他の霊に傷つけさせることで延々と苦痛を与え続けるシステム。苦痛を与えられる姿をみて、徘徊霊が部屋への侵入を忌避するカラス除けのようなシステムである。
無限修復人形
詠子が形代システムを分析して作成した、憑依した霊が物の状態へ同調することを逆手にとり、スライムで模った形代に霊を憑依させることで破損してもすぐに元の人型に戻り無限に身代わりとなるようしたてあげた人形。試作品で有効性が確かめられたのち、3Dプリンターにより量産され、夜宵たちを護る重要な生命線となる。
『卒業生』
形代に封印し悪霊蟲毒の影響下にあってなお、近隣5軒ほどまでに影響を与えるほどの力を持つ悪霊。そのため、夜宵の部屋から外に出し周囲に被害の及ばない場所に隔離封印されている。夜宵の部屋から「卒業」したため、『卒業生』と呼ばれる。神霊に近い力を持っており、並の神霊であれば3体いれば倒すことが可能とされる。
強力すぎる力を縛るため卒業生それぞれにはその在り方を規定するための「真の名前」として『諱』が与えられており、召喚時に行動を規定する『言霊』と合わせて諱を呼ぶことで使役される。卒業生はすべて日本人であるため、霊との個人的な相性を別にすれば、日本語を喋ることができれば召喚者が誰であっても使役できる。
夜宵の支配下にはあるがほとんどが夜宵を含む人類全般に敵対的、または無差別に霊障をふりまくため、呼び出した後は迅速に再封印せねばならない。
当初はそれぞれを異なる場所にバラバラに封じていたが、「卒業生ハウス」の購入後はまとめて卒業生ハウスに置かれるようになった。
危険度ランク
夜宵が纏めた心霊スポットマップに記載されている危険度のランク。ネットの有志によるランク付けであり、高い順に以下のようになる。
SSS：評価規格外
SS：生者が行くべきではない場所
S：通るだけでも危険
A：高確率で不吉な現象が起こる
B：危険度大、必ず複数人で行くこと
さらに夜宵の経験則では、Sランク以上は「一度関わると逃れられず、閉じ込められるか距離を無視した呪いにかかる」、Aランクは「生きる事が苦痛になる程の重篤な呪いを背負わせられる」となっている。
卒業生ハウス
なり代わり達から回収した呪物および近隣に呪いを振りまく卒業生たちの隠し場所。パワースポットの流れの上にあり周囲に人も少ない立地として、埼玉県所沢市狭山湖付近にある事故物件「受胎告知の家」が選ばれた。売却価格100円。
家に巣食う「天使様」を除霊後、無事に購入され卒業生ハウスとなった。
なり代わり
悪霊が人間から魂を追い出し、肉体を乗っ取ってしまう現象。追い出された魂は四十九日以内に肉体に戻れなければエネルギーが尽き、成仏して二度と戻れなくなってしまう。
なり代わった霊は肉体の記憶を読み取れるため問答だけでなり代わりを見分けることは困難である。人間のオーラが見える霊能者であればなり代わり前後のオーラを比較することでなり代わりに気付くことが可能であるが、賢い悪霊はオーラの色の近い人物となり代わるためこの手段も完璧ではない。
肉体の記憶や技術を活用できるが、思考が乗っ取った肉体に影響されやすいという欠点もある。
『弑逆桔梗』作戦
神様霊の打倒と捕獲のために夜宵が考案した、京都有数の心霊スポット5か所に卒業生相当の霊を配置して結界と逆効果の五芒星（晴明桔梗）の陣を敷き、京都市全域を覆う極大の呪いにより神様霊を弱体化させ神殺し（弑逆）を為す作戦。最初に土地の力を吸い取る超大規模の呪いで京都市を呪い、その呪いを身代わりである京都市の形代に移し、さらにその呪いを神様霊とリンクさせた形代に移すことで神様霊に強制的に京都市の身代わりをさせることで成立する。
攻略に選ばれた心霊スポットは次の5つ。①F公園 ②首塚大明神 ③Tトンネル ④Aダム ⑤国道1号線（OW駅～OT駅間）。そして愛依が入院する病院に近く敷地が広い京都御所が決戦の地となった。
形代と神様霊とのリンクは千魂華厳自刃童子が形代に描かれた紋と同じ傷を神様霊に刻み込むことで行なう。
呪いの中継点となる形代を破壊されると神様霊を弱体化できないばかりか京都市と住民に呪いが降りかかってしまうため、形代は複数のバックアップを用意しており、航空便に乗せることで破壊されないようにしている。
晴明が夜宵に与えた助言によると、神様霊から吸い出した力は消えることなく別の場所に流れるだけなので夜宵の作戦は不完全であり、完全に弑逆を成すにはその力を吸収し我がものにできるような霊が必要である。
占事略決・外典
晴明神社にて夜宵が安倍晴明の霊から託された本。陰陽術の源流である『陰陽説』や『五行説』の対策知識などが書かれているらしい。神代家は過去にこの本の知識によって何らかの過ちを犯したようである。そのため晴明は夜宵以外が内容を理解すると死ぬように細工をかけていたが、漢文で記述されているため夜宵には解読できなかった。

## 書誌情報
- 近藤憲一 『ダークギャザリング』 集英社〈ジャンプ・コミックス〉、既刊18巻（2025年8月4日現在）
  1. 2019年6月9日発行（6月4日発売[7]）、ISBN 978-4-08-881856-6
  2. 2019年10月9日発行（10月4日発売[8]）、ISBN 978-4-08-882089-7
  3. 2020年2月9日発行（2月4日発売[9]）、ISBN 978-4-08-882214-3
  4. 2020年6月9日発行（6月4日発売[10]）、ISBN 978-4-08-882323-2
  5. 2020年10月7日発行（10月2日発売[11]）、ISBN 978-4-08-882441-3
  6. 2021年2月9日発行（2月4日発売[12]）、ISBN 978-4-08-882559-5
  7. 2021年6月9日発行（6月4日発売[13]）、ISBN 978-4-08-882677-6
  8. 2021年11月9日発行（11月4日発売[14]）、ISBN 978-4-08-882830-5
  9. 2022年3月9日発行（3月4日発売[15]）、ISBN 978-4-08-883054-4
  10. 2022年8月9日発行（8月4日発売[16]）、ISBN 978-4-08-883205-0
  11. 2022年12月7日発行（12月2日発売[17]）、ISBN 978-4-08-883295-1
  12. 2023年4月9日発行（4月4日発売[18]）、ISBN 978-4-08-883456-6
  13. 2023年8月9日発行（8月4日発売[19]）、ISBN 978-4-08-883534-1
  14. 2023年12月9日発行（12月4日発売[20]）、ISBN 978-4-08-883534-1
  15. 2024年5月7日発行（5月2日発売[21]）、ISBN 978-4-08-883891-5
  16. 2024年9月9日発行（9月4日発売[22]）、ISBN 978-4-08-884180-9
  17. 2025年1月4日発売[23]、ISBN 978-4-08-884333-9
  18. 2025年8月4日発売[24]、ISBN 978-4-08-884619-4

## テレビアニメ
2023年7月から12月までTOKYO MXほかにて連続2クールで放送された。ナレーションは中村義洋。

### スタッフ
- 原作 - 近藤憲一[2]
- 監督 - 博史池畠[2]
- シリーズ構成 - 村越繁[2]
- メインキャラクターデザイン - 瀬川真矢[2]
- キャラクターデザイン - 横松雄馬、井ノ上ユウ子、酒井強至、一ノ瀬結梨
- 色彩設計 - 歌川律子[2]
- 美術監督 - 長田泰治郎[2]
- 撮影監督 - 安藤優穂[2]
- 3Dディレクター - 上薗隆浩[2]
- 編集 -定松剛
- 音響監督 - 吉田光平[2]
- 音楽 - KOHTA YAMAMOTO、成田旬、瀬尾祐介[2]
- 音楽制作 - ポニーキャニオン音楽出版
- 音楽プロデューサー - 山本京佳
- プロデューサー - 山本京佳、曹聡、松井優子、松村尚、間取美帆、工藤雅世、藤村香耶音
- アニメーションプロデューサー - 増田克人
- アニメーション制作 - OLM[2]
- 製作 - 『ダークギャザリング』製作委員会（ポニーキャニオン、NetEase Games、BS朝日、関西テレビ放送、OLM、創通、CHOCOLATE）

### 主題歌
「幽世」
luzによるオープニングテーマ。作詞・作曲はすりぃ、編曲は岸利至。
「灰色」
花澤香菜による第1クールエンディングテーマ。作詞は藤村鼓乃美と北川勝利、作曲・編曲は北川勝利。
「インタリオ」
花澤香菜による第2クールエンディングテーマ。作詞は宮川弾、作曲・編曲は北川勝利。

### 各話リスト
| 話数   | サブタイトル        | 脚本     | 絵コンテ          | 演出            | 作画監督 | 総作画監督                     | 初放送日       |
| ------ | ------------------- | -------- | ----------------- | --------------- | --- | ------------------------------ | -------------- |
| 第1話  | 寶月夜宵            | 村越繁   | 博史池畠 福山大   | 寺田素都        | 井ノ上ユウ子 横松雄馬                                                                                           | -                              | 2023年 7月10日 |
| 第2話  | 幻燈河螢多朗        | 村越繁   | 中川航            | 長岡義孝        | 山縣研一 大竹晃裕 馮含露                                                                                        | -                              | 7月17日        |
| 第3話  | ふたり              | 山下憲一 | 博多正寿          | 武田秀樹        | 松本勝次 スタジオ時雨                                                                                           | 井ノ上ユウ子                   | 7月24日        |
| 第4話  | 寶月詠子            | 兵頭一歩 | 福島宏之          | 小林孝志        | 葉増堯 STUDIO MASSKET                                                                                           | 横松雄馬                       | 7月31日        |
| 第5話  | 新入生歓迎会        | 兵頭一歩 | 尼野浩正          | 和田拓也        | 和田拓也 | 井ノ上ユウ子 横松雄馬          | 8月7日         |
| 第6話  | 約束                | 村越繁   | 博史池畠          | 長岡義孝        | 五十嵐優花 大竹晃裕 中野彰子 馮含露 山縣研一                                                                    | 横松雄馬                       | 8月14日        |
| 第7話  | Sトンネル           | 村越繁   | 中田誠            | 月野正志        | 羽野広範 𠮷田肇 臼田美夫 なかじまちゅうじ 王敏 劉冬冬 李偉峰 周晓华 趙小川 徐超 陳玲玲 姜海華 Revival           | 井ノ上ユウ子 横松雄馬          | 8月21日        |
| 第8話  | 神の花嫁            | 山下憲一 | 博史池畠          | 國本一穂        | 横松雄馬 五十嵐優花 小林陽奈 馮含露 古池ゆかり 山縣研一                                                         | 井ノ上ユウ子                   | 8月28日        |
| 第9話  | 瀆神                | 佐藤裕   | 中田誠            | 割田圭介        | 長谷川一生 | -                              | 9月4日         |
| 第10話 | 日本全土            | 村越繁   | 牧野吉高          | 寒竹清隆        | 桜井木ノ実 飯飼一幸 鈴木健史 杜伟峰 魏旭龍 陈亮 Brian Barredo                                                   | 横松雄馬                       | 9月11日        |
| 第11話 | H城址・危険度S      | 山下憲一 | 西森章            | 江島泰男        | 山縣研一 | 横松雄馬                       | 9月18日        |
| 第12話 | H城址・卒業生       | 村越繁   | 西森章            | 武田秀樹        | 大竹晃裕 佐々木綾 劉雲留 江湧 朱暁林 陈玉峰 赵玲 杭新华 顾金秋 黄凤                                             | 古川博之 横松雄馬 井ノ上ユウ子 | 9月25日        |
| 第13話 | 出獄                | 兵頭一歩 | 川石テツヤ        | 橋本みつお      | 高橋こう平 福島喜晴 ふたふさ シモイロブ・ペバロ                                                                 | 井ノ上ユウ子 横松雄馬          | 10月2日        |
| 第14話 | 旧Fトンネル         | 山下憲一 | 牧野吉高          | 内堀雅人        | 山縣研一 五十嵐優花 馮含露                                                                                      | 横松雄馬                       | 10月9日        |
| 第15話 | 旧旧Fトンネル       | 佐藤裕   | 博多正寿          | 長岡義孝        | チャ ミョンジョン ク ジャチョン 大竹晃裕 小林陽奈 酒井強至 山縣研一 古川博之 相音光 宮暁秀 STUDIO 6’oN          | 横松雄馬                       | 10月16日       |
| 第16話 | 物件                | 村越繁   | 博史池畠          | 月野正志        | 羽野広範 高添響 BigOwl セブンシーズ                                                                             | 横松雄馬                       | 10月23日       |
| 第17話 | 受胎告知の家        | 兵頭一歩 | 土屋日            | 粟井重紀 毛応星 | 明光 龍光 瑞木晶 慧敏                                                                                           | 横松雄馬                       | 10月30日       |
| 第18話 | 彼者誰時            | 山下憲一 | 川石テツヤ        | 薮内悠          | 桜井木ノ実 飯飼一幸 南伸一郎 杜伟峰 魏旭龍 陈亮                                                                 | 井ノ上ユウ子                   | 11月6日        |
| 第19話 | 登楼                | 佐藤裕   | 牧野吉高          | 植木貴一        | 古池ゆかり 佐々木綾 倉内雄志朗 小林陽奈                                                                         | 井ノ上ユウ子                   | 11月13日       |
| 第20話 | 旧I水門/無垢の怨念  | 村越繁   | 内藤明吾          | 前園文夫        | PARK SUN YOUNG HONG HYUN SOOK DING YI NAN                                                                       | 横松雄馬                       | 11月20日       |
| 第21話 | 旧I水門/瑰麗        | 兵頭一歩 | 牧野吉高          | 藤田健太郎      | 山縣研一 五十嵐優花 小林陽奈 STUDIO MASSKET株式会社 Chuckle Mouse Studio 株式会社ギャンビットコンテンツビジネス | 横松雄馬                       | 11月27日       |
| 第22話 | 旧I水門/炎の廓      | 山下憲一 | 博史池畠 江島泰男 | 白石道太        | 佐々木綾 Fusion Studio Joo hyunwoo Kim Jungwoo Park Jiyoon                                                      | 横松雄馬                       | 12月4日        |
| 第23話 | 学校の怪談/鬼ごっこ | 佐藤裕   | 川石テツヤ        | 月野正志        | 羽野広範 高添響 BigOwl Revival                                                                                  | 井ノ上ユウ子                   | 12月11日       |
| 第24話 | 学校の怪談/悪夢     | 村越繁   | 博多正寿          | 西島圭祐        | 相音光 宮暁秀                                                                                                   | 古川博之 井ノ上ユウ子          | 12月18日       |
| 第25話 | 闇に集う            | 村越繁   | 博史池畠          | 植木貴一        | 大竹晃裕 倉内雄志朗 WHITE LINE Funsion Studio                                                                   | 横松雄馬 井ノ上ユウ子          | 12月25日       |

### 放送局
| 放送期間                                      | 放送時間                     | 放送局       | 対象地域   | 備考                                   |
| --------------------------------------------- | ---------------------------- | ------------ | ---------- | -------------------------------------- |
| 2023年7月10日 - 12月25日                      | 月曜 1:05 - 1:35（日曜深夜） | TOKYO MX     | 東京都     |                                        |
|                                               | 月曜 1:30 - 2:00（日曜深夜） | BS朝日       | 日本全域   | 製作参加 / BS/BS4K放送 / 『アニメA』枠 |
|                                               | 月曜 2:29 - 2:59（日曜深夜） | 関西テレビ   | 近畿広域圏 | 製作参加                               |
|                                               | 月曜 22:30 - 23:00           | AT-X         | 日本全域   | CS放送 / 字幕放送 / リピート放送あり   |
| 2023年7月13日 - 12月28日                      | 木曜 2:07 - 2:37（水曜深夜） | テレビ金沢   | 石川県     |                                        |
| 2023年8月3日 -                                | 木曜 2:45 - 3:15（水曜深夜） | 山形テレビ   | 山形県     |                                        |
| 2023年8月4日 -                                | 金曜 1:20 - 1:50（木曜深夜） | 琉球朝日放送 | 沖縄県     |                                        |
| AT-X、テレビ金沢以外では5.1chサラウンド放送。 |                              |              |            |                                        |

| 配信開始日    | 配信時間                   | 配信サイト |
| ------------- | -------------------------- | --- |
| 2023年7月10日 | 月曜 2:00（日曜深夜） 更新 | Prime Video |
| 2023年7月15日 | 土曜 0:00（金曜深夜） 更新 | ABEMA auスマートパスプレミアム バンダイチャンネル dアニメストア Disney+ DMM TV FOD Hulu J:COMオンデマンド Lemino milplus ニコニコチャンネル TELASA U-NEXT (Dolby Atmos®に対応) クランクイン!ビデオ ビデオマーケット |

### BD
| 巻 | 発売日         | 収録話          | 規格品番   |
| -- | -------------- | --------------- | ---------- |
| 1  | 2023年10月18日 | 第1話 - 第4話   | PCXP-51031 |
| 2  | 2023年11月22日 | 第5話 - 第8話   | PCXP-51032 |
| 3  | 2023年12月20日 | 第9話 - 第12話  | PCXP-51033 |
| 4  | 2024年1月24日  | 第13話 - 第16話 | PCXP-51034 |
| 5  | 2024年2月21日  | 第17話 - 第20話 | PCXP-51035 |
| 6  | 2024年3月20日  | 第21話 - 第25話 | PCXP-51036 |